# 이진성 (가수)
이진성(1985년 2월 27일 ~ )는 대한민국의 가수이자 그룹 먼데이 키즈의 리더이다.

## 학력
- 상계고등학교 졸업
- 명지전문대학 실용음악과
- 경희대학교 포스트모던학과

## 음반
- 《1집 Letter》 (2009년)
- 《아파도 행복해》 (With 김연지) (2012년)
- 《사랑》(2015년)
- 《Reboot》(2016년)
- 《너의 목소리》(2016년)
- 《Reboot》(2016년)
- 《하기 싫은 말》(2016년)
- 《누군가를 떠나 보낸다는 건》(2017년)
- 《가을 안부》(2017년)
- 《애간장 OST Part 1》(2018년)

먼데이 키즈 1기
- 《1집 Bye Bye Bye》 (2005년)
- 《Who`s NEXT In 2006》 (With 견우) (2006년)
- 《사이언스코리아 주제가요 - 과학으로 만든 세상》 (2006년)
- 《2집 El Condor Pasa》 (2007년)
- 《Incompletion》 (2007년)
- 《Friendship》 (With 일락 & 최현준) (2008년)
- 《3집 Inside Story》 (2008년)
- 《Recollection》 (2008년)
- 《편지》 (With 일락) (2009년)

먼데이 키즈 2기
- 《New Sentimental》 (2010년)
- 《4집 ru:t;》 (2010년)
- 《Summer》 (With V.O.S) (2010년)
- 《노스텔지아 (Nostalgia)》 (2011년)
- 《노스텔지아 Part 2》 (2011년)
- 《소울트레인(Soul Train) Part 1》 (With 가비엔제이) (2011년)
- 《Memories Cantare》 (2011년)
- 《가슴앓이》 (2011년)
- 《소울트레인(Soul Train) Part 2》 (With 가비엔제이) (2011년)
- 《노스텔지아(Nostalgia) Part 3》 (2011년)
- 《노스텔지아(Nostalgia) Part 3-2》 (2011년)
- 《단선율 (單旋律)》 (2011년)
- 《The Ballad》 (2011년)
- 《Holiday》 (With 일락) (2012년)
- 《Nostalgia (노스텔지아)》 (2012년)
- 《With Coffee Project Part 4 `차가운 커피`》 (2012년)
- 《Healing activity》 (2012년)
- 《You ＆ I》 (2013년)
- 《5집 Unfinished》 (2013년)
- 《입맞춤》 (2013년)
- 《그대라는 이유》 (2014년)

보이스 원
- 《Love Actually》 (2006년)
- 《Travel #1》 (2007년)
- 《Travel #2》 (2008년)
- 《Remembrance》 (2009년)
- 《안녕 내 사랑아》 (2010년)
- 《보이스 원》 (2011년)
- 《가슴이 터질 때까지》 (2011년)

### 참여 음반
- 《라이머 - 무슨말이 필요해》 (2009년)
  - 〈무슨말이 필요해〉 (Feat. 이진성)
- 《언터쳐블 - 회전목마》 (2010년)
  - 〈회전목마〉 (Feat. 이진성)

먼데이 키즈
- 《만성 - 1st Single Album》 (2010년)
  - 〈가지마 (Rap Ver.)〉 (Feat. 먼데이 키즈)
  - 《가을 안부》(2017년)

## OST
- 《투명인간 최장수 OST》 (2006년)
  - 〈Can't Stop Loving You〉
- 《뉴하트 OST》 (2008년)
  - 〈모놀로그〉 (With 정환)
- 《싱글파파는 열애중 OST》 (2008년)
  - 〈미친 사랑〉
- 《베토벤 바이러스 OST》 (2008년)
  - 〈한 사람 때문에...〉
- 《카인과 아벨 OST PART 2 - Brotherhood》 (2009년)
  - 〈정말 힘들다〉
- 《그저 바라 보다가 OST》 (2009년)
  - 〈바보의 사랑〉
- 《별을 따다줘 Part 2》 (2010년)
  - 〈그대니까 (내 사랑 너니까)〉
- 《패션왕 Part.1》 (2012년)
- 《야왕 OST Part.3》 (2013년)
- 《야왕 OST》 (2013년)
- 《같이 살래요OST》 (2018)
- 《이별이 떠났다OST》 (2018)

먼데이 키즈
- 《늑대 OST》 (2006년)
  - 〈운명〉
  - 〈운명 (Acoustic Ver.)〉
- 《스마일 어게인 OST》 (2006년)
  - 〈너의 가슴으로 가는 길〉
- 《하얀거탑 OST》 (2007년)
  - 〈비명〉
- 《열혈장사꾼 OST》 (2009년)
  - 〈사랑하는데〉
- 《검사 프린세스 OST》 (2010년)
  - 〈Goodbye My Princess〉
- 《국가가 부른다 OST Part.1》 (2010년)
  - 〈붉은 태양〉 (With 제이콥)
- 《김수로 OST Part.2》 (2010년)
  - 〈가시 같은 사랑〉
- 《김수로 OST》 (2010년)
  - 〈가시 같은 사랑〉
- 《즐거운 나의 집 OST Part 1》 (2010년)
- 《즐거운 나의 집 OST》 (2010년)
  - 〈사랑이 슬프다〉 (Narr. 김혜수)
- 《지고는 못살아 OST Part 2》 (2011년)
- 《지고는 못살아 OST》 (2011년)
  - 〈지고는 못살아〉
- 《해를 품은 달 OST Part 4》 (2012년)
- 《해를 품은 달 OST》 (2012년)
  - 〈그림자〉
- 《해를 품은 달 OST Special Edition》 (2012년)
  - 〈그림자〉
- 《풀하우스 TAKE 2 OST Part 2》 (2012년)
  - 〈My Love〉
- 《풀하우스 TAKE 2 OST》 (2012년)
  - 〈My Love〉

## TV 출연
- 2016년 《미스터리 음악쇼 복면가왕》 파리의 연인 에펠탑[참가자(준우승)]